# 常乐龙王庙正殿
常乐龙王庙正殿，位于河北省邯郸市涉县索堡镇常乐村西南50米处的龙王庙内。是始建于元代（1271—1368年）的一座祭祀龙王的大型宫殿建筑，龙王庙的正殿面阔三间为10.10米，进深两间为12.15米，高达6.55米，占地面积有97.49平方米。是河北省现存元代大木结构建筑之一，对研究当时的工艺技术和科技水平有重要的参考价值和历史意义。2013年5月，被国务院公布为第七批全国重点文物保护单位。